# Tarahumares

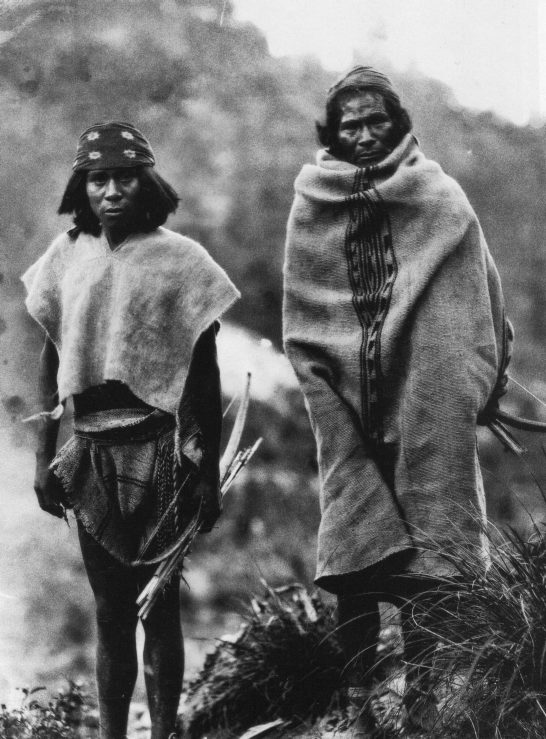
Tarahumares a Tuaripa (Chihuahua, 1892)

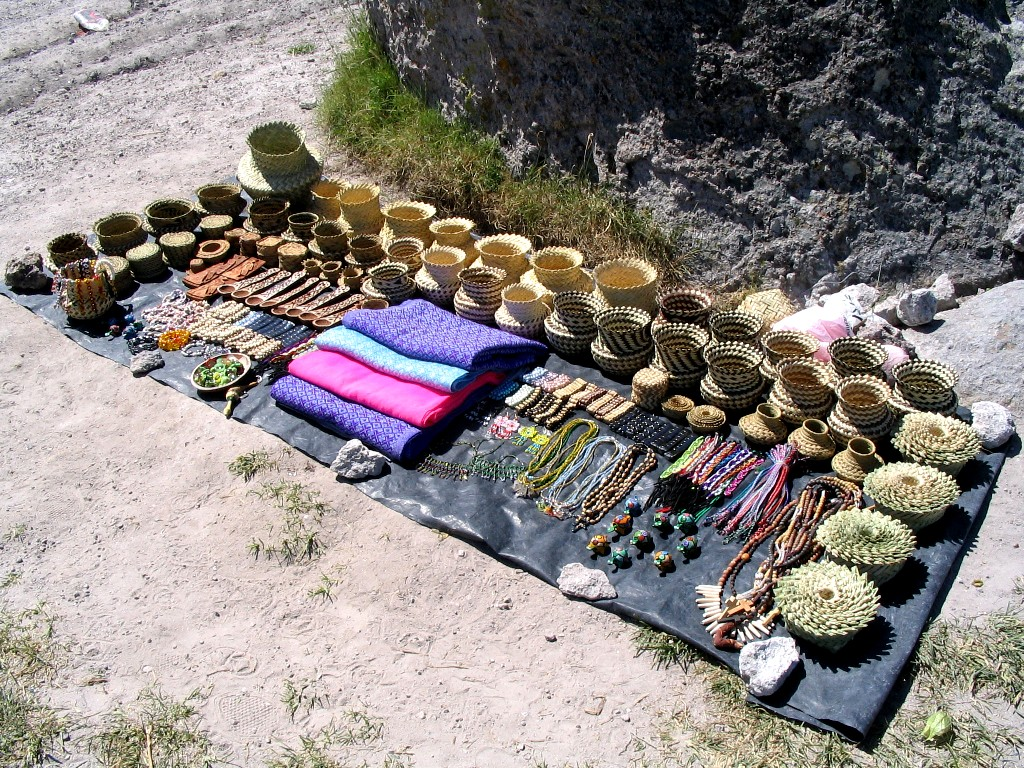
Artesania tarahumara a Chihuahua

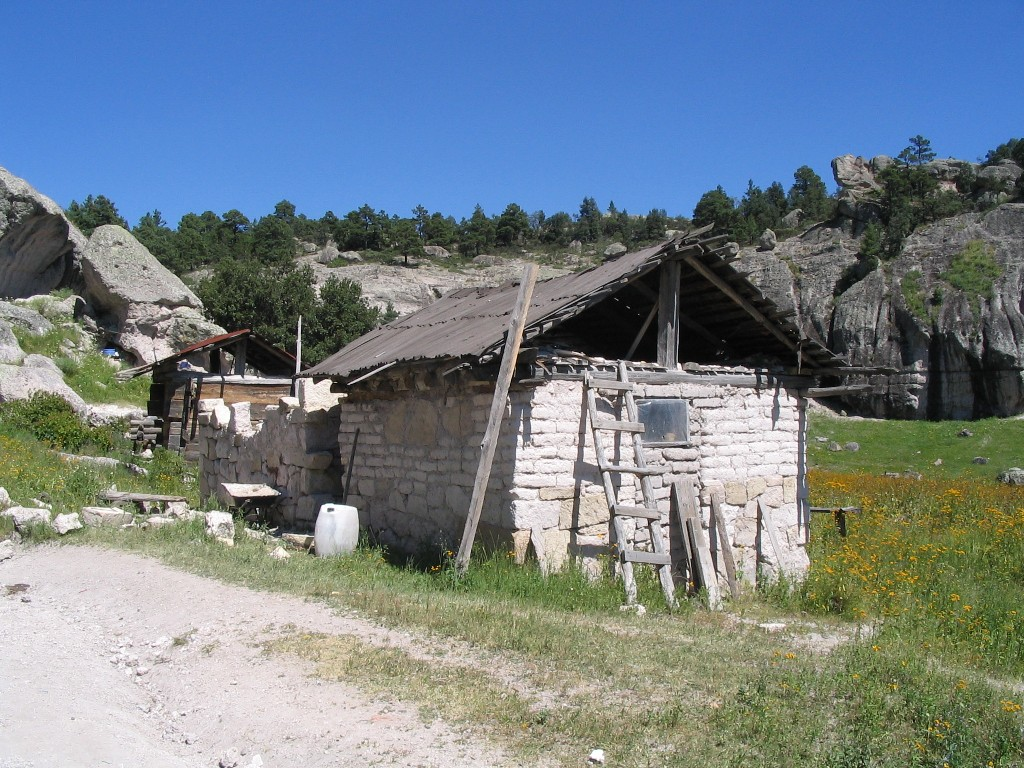
Casa tarahumara tradicional

Els tarahumares són un poble amerindi del nord de Mèxic que parlen una llengua utoasteca coneguda com a rarámuri. Ells es refereixen a si mateixos com a rarámuri que significa 'corredors' o 'peus lleugers' en la seva llengua nadiua; són reconeguts per la seva extraordinària capacitat física per córrer grans distàncies. En la seva llengua el terme rarámuri es refereix específicament als homes, les dones són conegudes com a mukí (individualment) i com a omugí o igómale (col·lectivament).
Abans de l'arribada dels espanyols, els assentaments tarahumara eren molts dispersos i, per tant, van desenvolupar la tradició de córrer llargues distàncies per a la comunicació entre els diferents pobles.

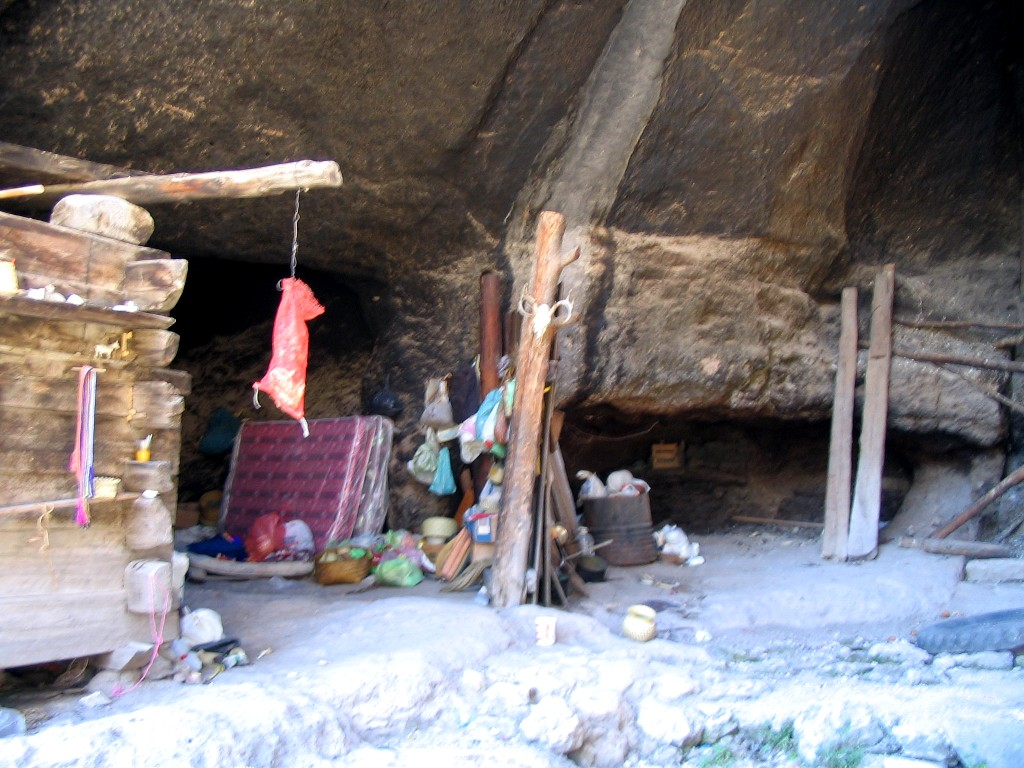
Caverna habilitada com a habitatge per una família rarámuri

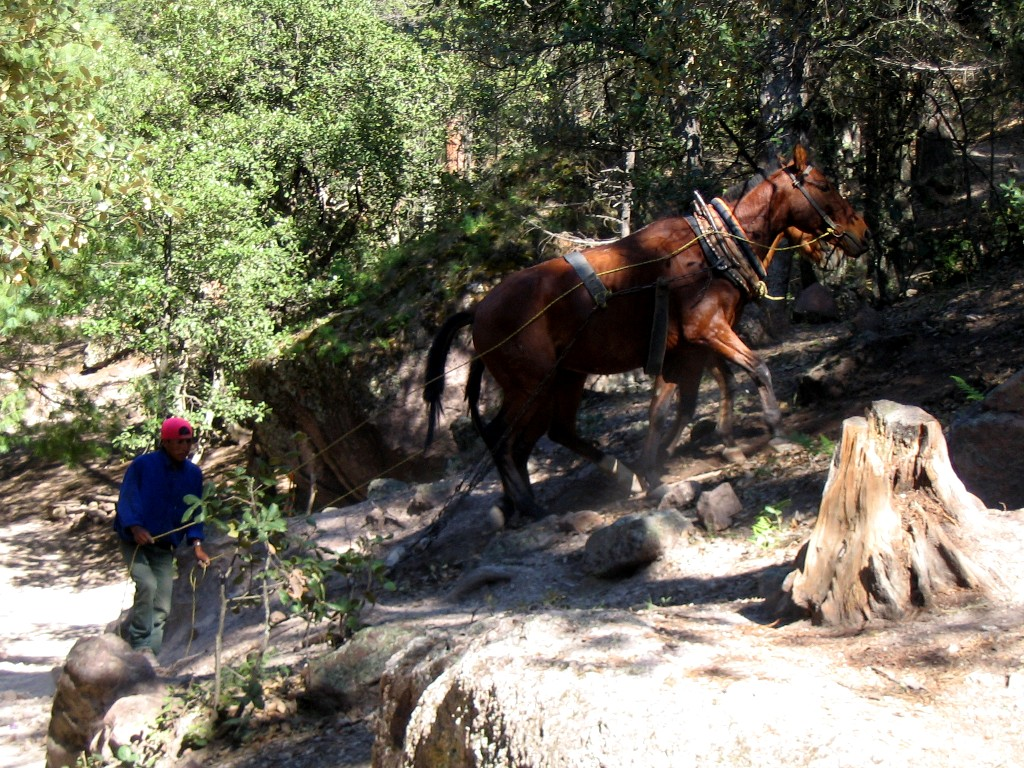
Un home carrega llenya a la vora d'un poblat tarahumara de Chihuahua

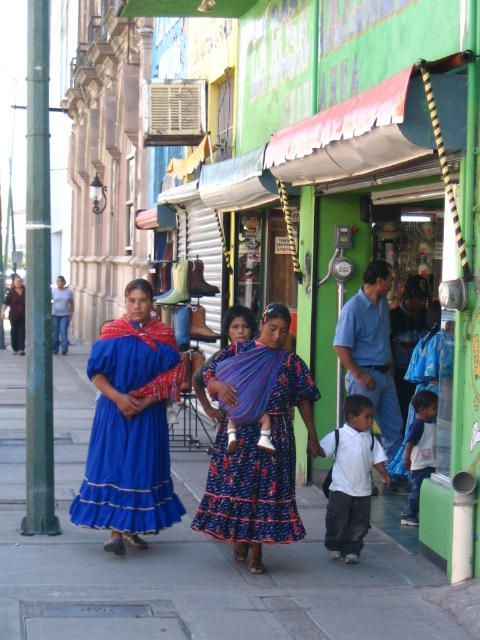
Dones tarahumares a Chihuahua

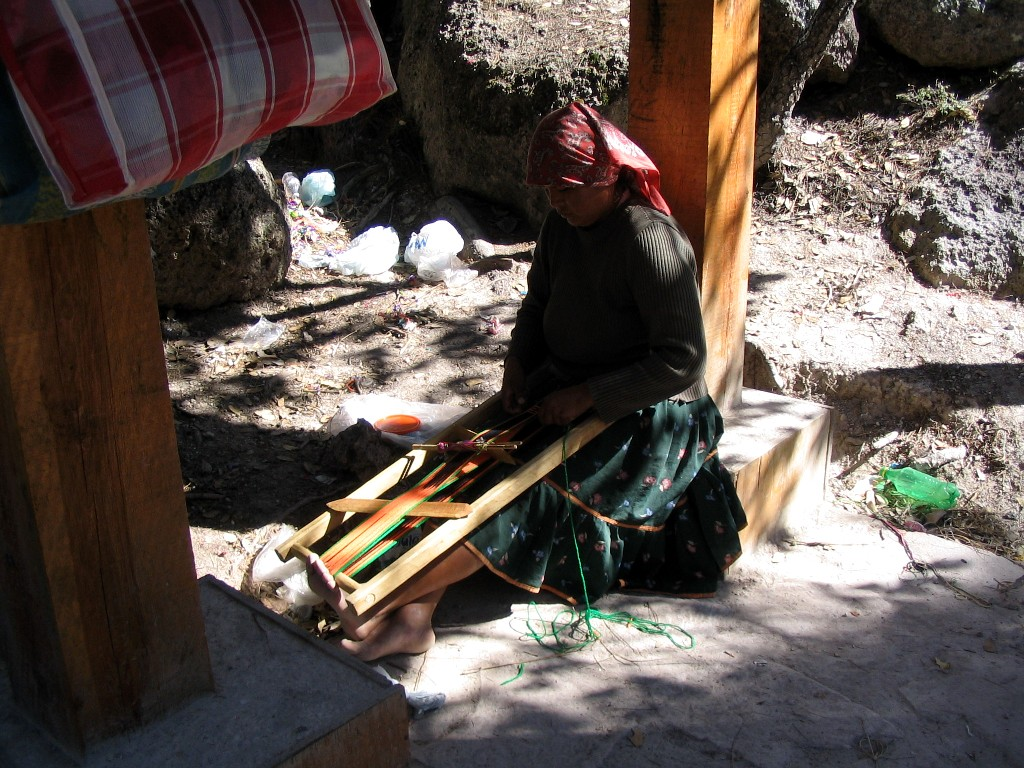
Una dona teixeix en un teler de cintura

## Localització
Originàriament habitaven per tot l'estat de Chihuahua. Amb l'arribada dels espanyols, es van retreure al canyó del Coure de la sierra Madre occidental. S'estima que la població tarahumara és de 50.000-70.000 persones, la majoria dels quals encara conserven les seves tradicions.

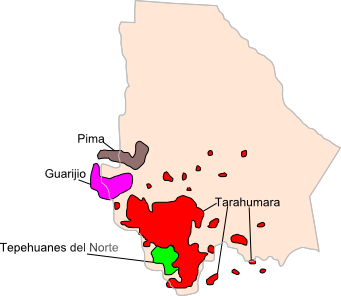
Situació dels tarahumares a Chihuahua

## Demografia
Els tarahumares ocupen una quarta part del territori al sud-oest de l'estat de Chihuahua (65 mil km²), en una de les parts més altes de la sierra Madre occidental, coneguda també com a sierra de Las Locas, la qual aconsegueix entre els 1.500 i 2.400 m sobre el nivell del mar.

Situació del territori tarahumara abans i després de la conquesta

Segons el cens mexicà del 1970, la seva llengua era parlada per 25.479 adults, amb un percentatge de bilingüisme del 68,3%, però l'Enciclopèdia Britànica donava un nombre de 90.000 parlants el 1990. El cens mexicà del 2000 donava 121.835 individus, dels quals el 72% parlava la llengua ameríndia. El 90% de la població rarámuri es concentra principalment als municipis de Bocoyna, Urique, Guachochi, Guadalupe i Calvo, Batopilas, Carichí, Balleza i Nonoava. Segons Asher, la seva parla es dividia en quatre dialectes amb els parlants següents:
- Samnachique o Central, entre 30 i 40.000 parlants
- Ariseachi o Nord, uns 500 parlants
- Tubare o Sud-oest, uns 100 parlants
- Rocoroibo o Oest, entre 5 i 10.000 parlants

## Costums
L'economia dels primers pobles tarahumares es basava en l'agricultura, la caça i la recol·lecció. Cultivaven blat de moro, carabassa, pebrot i cotó. Cada grup tenia un dialecte propi i governants propis, els quals s'encarregaven de protegir el seu territori de les tribus veïnes i de garantir l'ordre intern de la tribu.
Els tarahumares eren bel·ligerants i politeistes. Creien en la vida després de la mort i en l'existència d'éssers benèvols i malèvols. Els benèvols eren el sol, la lluna, el metge, les serps i les pedres. Els malèvols eren els senyors de l'inframon que causaven la mort i els desastres naturals. Els seus rituals eren part essencial de la seva cultura. Adoraven el sol i la lluna, i celebraven les victòries bèl·liques, la caça i la collita.
A començaments del segle XX encara n'hi havia uns 2.000 sense cristianitzar. Adoraven Rayenari (el sol), pare de tots els onoruame (déus), i espòs de Metzaka (la lluna) i pare de les Soporiki (estrelles) i de Chirisopori (l'estrella vespertina), així com de tots els raramuris, els quals són Tona (Déwus i columnes), que sostenen el Rehuega (Cel), i que cauria tot portant la ruïna universal si tots ells abracessin algun dia una altra religió. També els era sagrat el jicurí (Lophophora williamsii), tubercle similar al peiot que, barrejat amb l'alcohol, provocava un fort efecte intoxicant i embriagador.
Creien en una altra vida i en un lloc de tortures o Gona, situat sota terra i només per als qui no eren de la seva ètnia, així com en un lloc de benestar o Repa, al cel, per a tots ells. Són molt reservats i vagues quan parlen d'aquests temes.
El xikuruame (bruixot) era considerat com un semideu i apreciat sobre manera, de la qual cosa se sabia aprofitar. Nararachi (indret dels plors) era d'on sortien els milers de xamans. S'encarregaven de la medicina, raó per la qual rebien el nom d'oneruame. Coneixien molt bé les qualitats de les herbes i hi aconseguien bons resultats. Malgrat les seves contínues borratxeres eren molt resistents. Suportaven una calor de 40º o més enmig de camins aspres sense guarir-se. La dona, després del part, no necessitava més de dos dies de repòs per a tornar a les seves tasques. Per a guarir les ferides utilitzaven els pèls del camí, la choreke (reïna) d'okoko (pi) i la xuaca (senecio sp), molta i sobreposada. No tenien coneixements d'anatomia.
Les ahuimera (danses) tenien tarannà religiós i eren imprescindibles en les seves festes. Cada regió en tenia de particulars. Els matachini (dansaires), dirigits per un monarca i col·locats en dues fileres una davant l'altra, dansaven al so de monòtons tocs de violí, i executaven evolucions que semblaven no tenir ordre ni sentit, però ben determinades. Les danses tutuguri i yumari eren funeràries. La primera era de caràcter impetratori i només hi prenien part les dones. Rebia el seu nom del monòton i llòbrec udol del mussol (butuguri).
Quan es declarava la mort d'un d'ells, es reunien els familiars i amics per a acomiadar-se i desitjar-li un bon viatge. S'embolicava el cadàver amb una manta, se'l proveïa de queviures per al llarg viatge i dels seus estris de treball. Després passaven un per un tots els assistents, l'agafaven de la mà i s'acomiadaven d'ell tot pregant-li que no hi tornés per empipar-los. I quan és de representació, el difunt és acompanyat amb danses de matachines.
Fabriquen sekoriki, toixos atuells de fang, ripura (destrals), raperi (violins) i mataka (molins de pedra); tot això constituïa el seu parament de casa. Vivien en coves i menjaven kobixi (farina de moresc torrat) diluït en aigua, i bevien xugiki o tesquino (moresc fermentat). Amb això celebraven els seus omahuari (festes) amb rikurichi (orgies).

## Història
Segons la llegenda, varen sorgir del terra i baixaren del cel, amb moresc als braços i patates a les orelles.
Foren descoberts el 1605 pel pare Fonte, que hi establí una Missió a Río Balleza (San Pablo de la Balleza). Eren veïns dels toboso, apatxes i seris, però sedentaris. Els jesuïtes intentaren convertir-los i crearen les Reducciones.
Però els shabotshi ('barbuts', els espanyols) els van saquejar i espoliar, raó per la qual ja el 1616 van donar suport a la revolta dels tepehuan. Mataren Fonte i Gerónimo Morante, però el 1618 foren sotmesos després de la mort de mil indis. El 1632 es revoltà el cap Combameai, tot matant dos missioners i amagant-se al canyó del Coure.
El 1652, novament esperonats pels jesuïtes, pel xarampió i la verola, i per l'explotació a què eren sotmesos a les hisendes dels colons, es revoltaren amb Teporaca. Mataren els missioners i destruïren les missions, i amb 2.000 guerrers ocuparen les terres. Lluitaren contra els espanyols fins al 1662, quan es replegaren a la muntanya de sierra Madre occidental, mentre que un altre grup es va rendir i acceptà cristianitzar-se.
El 1673 els jesuïtes José Fardá i Tomás de Guadalajara hi crearen quatre missions més, i el 1685 es trobà plata al nord del territori. Això provocaria noves revoltes violentes entre el 1690 i el 1698. El 1696 el capità Juan Fernández de Retana matà 30 indis a Cocmórachic; penjà els caps pel camí, i matà 33 més a Sisoquichic, de manera que s'aixafà la revolta.
El 1744 Juan Ysidro Fernández de Abee funda la Missió de Jesús Carachic, i el 1767, amb l'abolició de la Companyia de Jesús, són substituïts pels franciscans. Els introdueixen al cristianisme i els fan pagotome (batejats). Així romandran relativament tranquils fins al segle xx, tot i que s'enregistraren dos aixecaments a Agua Amarilla el 1895 i a Chinatú el 1898.
El govern de Plutarco Elías Calles del 1926 aboleix definitivament les missions i els fa una organització ejidal. El 1939 el governador Josecito Pérez posa a la colonització les seves terres, i el 1961 el ferrocarril travessa el canyó del Coure.